# Miroslav Martinák
Miroslav Martinák (ur. 18 czerwca 1936 w Velkich Karlovicach, zm. 11 października 2024) – czechosłowacki kombinator norweski, a następnie skoczek narciarski, uczestnik Mistrzostw Świata w Narciarstwie Klasycznym 1962 w Zakopanem. Po zakończeniu kariery zawodniczej trener i sędzia skoków narciarskich, działacz sportowy.

## Życiorys
W 1956 podjął służbę wojskową w Czechosłowackiej Armii Ludowej, przenosząc się do Liberca, gdzie został zawodnikiem wojskowego klubu Dukla Liberec, który reprezentował do 1965. W jego barwach początkowo startował w kombinacji norweskiej, a w 1961 skupił się na trenowaniu wyłącznie skoków narciarskich.
Wziął udział w Turnieju Czterech Skoczni w sezonie 1958/1959. Najwyższe miejsce zajął 6 stycznia w Bischofshofen, gdzie był 26. W lutym 1962 uczestniczył w mistrzostwach świata w narciarstwie klasycznym. W konkursie skoków na skoczni K-90 zajął dwudzieste miejsce, a na skoczni K-60 był 24.
W 1965, jako pierwszy reprezentant Czechosłowacji w skokach narciarskich, ukończył studia na Wydziale Wychowania Fizycznego i Sportu Uniwersytetu Komeńskiego w Bratysławie (słow. Fakulta telesnej výchovy a športu Univerzity Komenského v Bratislave).
W 1966, wraz z trzema innymi skoczkami, przeniósł się do Bańskiej Bystrzycy, gdzie podjął się zadania zbudowania nowej drużyny słowackich skoczków narciarskich w ramach wojskowego klubu Dukla Bańska Bystrzyca, który mógłby dzięki temu podjąć rywalizację z Duklą Liberec. W ramach pracy w Dukli, jako żołnierz Czechosłowackiej Armii Ludowej, osiągnął stopień podpułkownika.
W Bańskiej Bystrzycy szybko zaczął osiągać dobre wyniki sportowe jako trener, a swój największy sukces w tej roli odniósł w 1975, gdy trenowany przez niego Karel Kodejška wygrał Mistrzostwa Świata w Lotach Narciarskich 1975. Już trzy lata wcześniej Kodejška przygotowywany przez Martináka zajął 7. lokatę w konkursie na skoczni normalnej podczas Zimowych Igrzysk Olimpijskich 1972. Martinák wyszkolił również kilku innych trenerów, którzy w późniejszych latach pracowali w reprezentacjach Czechosłowacji i Słowacji.
Jako działacz sportowy pełnił między innymi funkcję przewodniczącego sekcji skoków narciarskich w Słowackim Związku Narciarskim. Był odpowiedzialny za budowę kompleksów skoczni Skokanské mostíky Dukla i Žlté Piesky – pierwszy z nich miał zostać drugim ważnym słowackim centrum szkoleniowym obok kompleksu MS 1970, jednak pomysłu Martináka nigdy nie udało się w pełni zrealizować.
Martinák pracował również jako delegat i sędzia skoków narciarskich. W drugiej z tych ról działał do 1996, a w 1994 sędziował zarówno rywalizację kombinatorów norweskich, jak i skoczków narciarskich na Zimowych Igrzyskach Olimpijskich 1994.
Za swoją działalność był nagradzany między innymi przez Międzynarodową Federację Narciarską i Snowboardową i Słowacki Komitet Olimpijski, został też włączony do galerii sław Dukli Bańska Bystrzyca.
Zmarł 11 października 2024.

## Osiągnięcia

### Mistrzostwa świata
| Mistrzostwa    | Data           | Skocznia | Konkurs | Skok 1    | Skok 1 | Skok 2    | Skok 2 | Skok 3    | Skok 3 | Nota łączna | Miejsce | Strata | Zwycięzca        | Źródło |
| Mistrzostwa    | Data           | Skocznia | Konkurs | Odległość | Nota   | Odległość | Nota   | Odległość | Nota   | Nota łączna | Miejsce | Strata | Zwycięzca        | Źródło |
| -------------- | -------------- | -------- | ------- | --------- | ------ | --------- | ------ | --------- | ------ | ----------- | ------- | ------ | ---------------- | ------ |
| 1962, Zakopane | 21 lutego 1962 | normalna | ind.    | 65,0      | 102,4  | 62,0      | 89,9   | 66,0      | 97,0   | 192,3       | 24.     | 31,3   | Toralf Engan     | [ 4 ]  |
| 1962, Zakopane | 25 lutego 1962 | duża     | ind.    | 89,0      | 101,7  | 92,0      | 104,5  | 80,5      | 84,9   | 206,2       | 20.     | 35,2   | Helmut Recknagel | [ 5 ]  |